# Erigonos
Erigonos (altgriechisch Ἐρίγονος) war ein griechischer Maler, der in der zweiten Hälfte des 3. Jahrhunderts v. Chr. tätig war.
Nach Plinius war er ein Schüler des Malers Nealkes in Sikyon, bei dem er zunächst als Farbenmischer angestellt war. In seiner Kunstfertigkeit machte er jedoch mit der Zeit solche Fortschritte, dass er schließlich selbst unterrichtete und dabei Lehrer des berühmten Malers Pasias wurde.